# Likodra
Likodra (izvirno srbsko Ликодра) je naselje v Srbiji, ki upravno spada pod Občino Krupanj; slednja pa je del Mačvanskega upravnega okraja.

## Demografija
V naselju živi 677 polnoletnih prebivalcev, pri čemer je njihova povprečna starost 38,4 let (36,4 pri moških in 40,6 pri ženskah). Naselje ima 262 gospodinjstev, pri čemer je povprečno število članov na gospodinjstvo 3,34.
To naselje je, glede na rezultate popisa iz leta 2002, večinoma srbsko.
|  |

| Demografija | Demografija     | Demografija     |
| Leto        | Št. prebivalcev | Št. prebivalcev |
| ----------- | --------------- | --------------- |
|             |                 |                 |
|             |                 |                 |
|             |                 |                 |
|             |                 |                 |
| 1948        | 1338            |                 |
| 1953        | 1347            |                 |
| 1961        | 1313            |                 |
| 1971        | 1305            |                 |
| 1981        | 1220            |                 |
| 1991        | 1052            | 1027            |
| 2002        | 918             | 874             |
|             |                 |                 |

| Etnična sestava po popisu iz leta 2002 | Etnična sestava po popisu iz leta 2002 | Etnična sestava po popisu iz leta 2002 | Etnična sestava po popisu iz leta 2002 | Etnična sestava po popisu iz leta 2002 |
| -------------------------------------- | -------------------------------------- | -------------------------------------- | -------------------------------------- | -------------------------------------- |
| Srbi                                   | Srbi                                   |                                        | 765                                    | 87,52%                                 |
| Romi                                   | Romi                                   |                                        | 102                                    | 11,67%                                 |
| Rusi                                   | Rusi                                   |                                        | 2                                      | 0,22%                                  |
| Neznano                                | Neznano                                |                                        | 2                                      | 0,22%                                  |